# آیساک هانسن-آروئن
آیساک هانسن-آروئن (انگلیسی: Isak Hansen-Aarøen؛ زادهٔ ۲۲ اوت ۲۰۰۴) بازیکن فوتبال اهل نروژ است.
وی همچنین در تیم‌های ملی رده پایه فوتبال نروژ بازی کرده‌است.